# Лейла Абузеид
Лейла Абузеид (на арабски: ليلة أبو زيد) е мароканска писателка и журналистка.

## Биография
Родена е през 1950 година в мароканското селище Ел Ксиба. Учи в марокански лицей, което противоречи на практиката сред тогавашния ранен марокански елит да се обучава във френски лицей. По-късно Абузеид продължава образованието си в университета „Мохамед V“ в Рабат и в Лондонското училище за журналистика. След студентските си години работи като журналист в местни арабски вестници и списания. Работи също в националното радио и като телевизионен водещ в новосъздадения марокански телевизионен канал.
Освен с журналистика, Абузеид се занимава с писателска дейност. Тя е най-известната мароканска писателка. Автор е на разкази и три книги. Нейното творчеството се характеризира с избора ѝ да пише творбите си на арабски език, а не на френски. През 1984 година издава първата си книга „Year of the Elephant“. През 1993 година публикува автобиографичната книга „Return to Childhood: The Memoir of a Modern Moroccan Woman“, където описва кланови тайни, участието на семейството ѝ в борбата за независимост на Мароко и ежедневието на обикновените хора и най-вече жените през тези години на борба за свобода и след нейното приключване. През 2003 година е издаден третият ѝ труд „The Last Chapter“, който представлява полуавтобиографична творба, посветена на рода, връзката между мъжете и жените, и борбата на мароканската жена да намери своята самоличност през втората половина на 20 век.